# Mezerein
Mezerein är ett toxin, som finns i växterna tibast (Daphne mezereum) och lagertibast (Daphne laureola).
Renframställt är det ett vitt, fast ämne som är olösligt i vatten, men som löses av etanol och dimetylsulfoxid (DMSO).
Det verkar starkt irriterande på ögon, hud, slemhinnor och andningsorgan. Det är farligt att inandas damm av mezerein; symtom är bland annat kräkningar och kolik.
Kunskapen om ämnets farlighet är ofullständig, men försök med möss tyder enligt flera undersökningar på att det är svagt carcinogent.  , m fl.
Vid hantering skall skyddsutrustning användas. Vid olycksfall sköljes omedelbart med stora mängder vatten; läkarvård krävs.